# 大学一覧
大学一覧（だいがくいちらん）は、大学に関する各種の一覧を集めたものである。

## 種別
- 中世大学
- 古代の大学
- 総合大学 - 単科大学
- 国立大学 - 公立大学 - 私立大学
- 旧制大学 - 旧制専門学校 - 旧外地の高等教育機関 - 新制大学
- 研究大学
- コミュニティ・カレッジ
- リベラル・アーツ・カレッジ
- 大学院大学
- 師範学校

## 地域
- 各国の大学一覧
- 世界の大規模大学の一覧
- 日本の大学一覧
- 日本の大学一覧 (五十音順)

## その他
- 国際連合大学
国際連合大学は、国際連合総会の同大学憲章採択決議によって設立されたシンクタンクである。「国連大学」と略称されることもある。本部を東京都においている。学校教育法上の「大学」ではないが、「国際連合大学本部に関する国際連合と日本国との間の協定の実施に伴う特別措置法」（昭和五十一年六月二十二日法律第七十二号）第三条３によって「大学」の名称を名乗ることが認められている。また、その学位も、日本の大学で授与される学位に相当するものとされている。